# Лојбсдорф (Рајна)
Лојбсдорф (њем. Leubsdorf) општина је у њемачкој савезној држави Рајна-Палатинат. Једно је од 62 општинска средишта округа Нојвид. Према процјени из 2010. у општини је живјело 1.663 становника. Посједује регионалну шифру (AGS) 7138037.

## Географски и демографски подаци
Лојбсдорф се налази у савезној држави Рајна-Палатинат у округу Нојвид. Општина се налази на надморској висини од 75 метара. Површина општине износи 10,2 km². У самом мјесту је, према процјени из 2010. године, живјело 1.663 становника. Просјечна густина становништва износи 163 становника/km².